# Blue Suede Shoes: A Rockabilly Session
Blue Suede Shoes: A Rockabilly Session var en TV-konsert inspelad den 21 oktober 1985 vid Limehouse Studios i London. Den 1 januari 1986 släpptes en livealbumversion. Vid inspelningen medverkade rockabilly- och rock & rollpionjären Carl Perkins tillsammans med gästartister som de tidigare The Beatles-medlemmarna George Harrison och Ringo Starr, Eric Clapton, Dave Edmunds och Rosanne Cash. Konserten sändes i Storbritannien på TV-kanalen Channel 4 och i USA på Cinemax.

## Medverkande
- Carl Perkins – sång, gitarr
- George Harrison – sång, gitarr
- Dave Edmunds – sång, gitarr
- Eric Clapton – sång, gitarr
- Ringo Starr – sång, trummor, tamburin
- Rosanne Cash – sång, maracas
- Greg Perkins – basgitarr
- Lee Rocker – kontrabas
- Slim Jim Phantom – trummor
- Earl Slick – gitarr
- Dave Charles – trummor
- John David – basgitarr
- Mickey Gee – gitarr
- Geraint Watkins – piano

## Låtlista
| Nr  | Titel                                                                           | Text                                                                     | Längd |
| --- | ------------------------------------------------------------------------------- | ------------------------------------------------------------------------ | ----- |
| 1.  | "Boppin' the Blues"                                                             | Carl Perkins, Howard Griffin                                             | 2:57  |
| 2.  | "Put Your Cat Clothes On"                                                       | Carl Perkins                                                             | 3:31  |
| 3.  | "Honey Don't"                                                                   | Carl Perkins                                                             | 4:06  |
| 4.  | "Matchbox"                                                                      | Carl Perkins                                                             | 3:21  |
| 5.  | "Mean Woman Blues"                                                              | Claude Demetrius                                                         | 3:10  |
| 6.  | "Turn Around"                                                                   | Carl Perkins                                                             | 3:17  |
| 7.  | "Jackson"                                                                       | Jerry Leiber, Billy Edd Wheeler                                          | 3:04  |
| 8.  | "What Kind of Girl"                                                             | Steve Forbert                                                            | 2:46  |
| 9.  | "Everybody's Trying to Be My Baby"                                              | Carl Perkins                                                             | 2:43  |
| 10. | "Your True Love"                                                                | Carl Perkins                                                             | 4:18  |
| 11. | "The World Is Waiting for the Sunrise"                                          | Gene Lockhart, Ernest Seitz                                              | 2:17  |
| 12. | Medley: "That's All Right" / "Blue Moon of Kentucky" / "Night Train to Memphis" | Arthur Crudup / Bill Monroe / Marvin Hughes, Beasley Smith, Owen Bradley | 5:21  |
| 13. | "Glad All Over"                                                                 | Carl Perkins                                                             | 2:35  |
| 14. | "Whole Lotta Shakin' Goin' On"                                                  | Dave Williams, Sunny David                                               | 2:30  |
| 15. | "Gone, Gone, Gone"                                                              | Carl Perkins                                                             | 2:38  |
| 16. | "Blue Suede Shoes"                                                              | Carl Perkins                                                             | 3:11  |
| 17. | "Blue Suede Shoes" (extranummer)                                                | Carl Perkins                                                             | 2:54  |
| 18. | "Gone, Gone, Gone" (extranummer)                                                | Carl Perkins                                                             | 0:56  |